# 10067 Бертуч
10067 Бертуч (10067 Bertuch) — астероїд головного поясу, відкритий 11 січня 1989 року.
Тіссеранів параметр щодо Юпітера — 3,629.